# Голод (роман)
«Голод» (норв. Sult) — первый роман норвежского писателя Кнута Гамсуна, полное издание которого появилось в 1890 году. Это произведение, включающее многочисленные автобиографические детали, принесло начинающему писателю европейскую известность. По мнению норвежского писателя Яна Хьерстада, это «первое произведение в мировой литературе, где самосознание является главным героем». По некоторым данным, эта книга является первым романом писателя направления модернизм.

## История создания

### Гамсун в 1880-х
В начале 1882 года Гамсун отплыл из Бремерхафена в США, имея при себе рекомендательные письма от известного писателя Бьёрнстьерне Бьёрнсона, будущего лауреата Нобелевской премии по литературе. Проработав некоторое время на фермах восточного побережья, он вскоре появляется в доме писателя норвежского происхождения Р. Андерсона (1846—1936) в Мэдисоне, штат Висконсин. Затем, как следует из писем Гамсуна, он на некоторое время поселяется в соседний Элрой, где жил его старший брат Пер. В этот период будущий писатель принимает псевдоним «Knut Hamsun» и просит своих родственников присылать ему письма на это имя, указывая дополнительно в скобках его настоящее имя «Knut Pedersen». За полтора года, проведённые в Элрое, Гамсун работал на ферме, затем клерком в разных магазинах, пытаясь на вечерних занятиях с местным учителем Джонсоном выучить английский язык. Когда Джонсон открыл дровяной склад в Маделии, Миннесота, Гамсун перебрался туда. В Маделии у него появилось время для писательских экспериментов. Там же он познакомился с поэтом и унитарианским священником Кристофером Янсоном (1841—1917), который предложил Гамсуну поступить к нему секретарём. Хотя Гамсун не испытывал особенной склонности к религии, он охотно воспользовался этой возможностью оставить физический труд. На посту секретаря Янсена, Гамсун получил возможность уделять много времени чтению. Иногда ему приходилось подменять Янсона и читать проповеди, о которых Р. Андерсен отозвался как о «бессмысленном и бессвязном бреде, нагромождении слов, которые сыпались из него как горох из мешка».

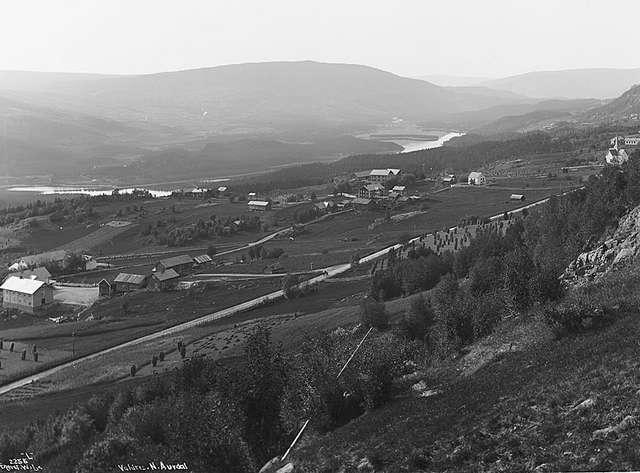
Панорама Аурдаля в 1890 году

Примерно через год стало ясно, что Гамсун больше интересуется литературой, чем богословием. Расставание было неизбежно, однако его ускорила серьёзная болезнь, диагностированная как туберкулёз, но оказавшаяся бронхитом. По свидетельству Андерсона, оказавшегося свидетелем тяжёлого состояния писателя, он раскаялся в своём отступлении от лютеранства и принял решение вернуться в Норвегию чтобы умереть на родине. Друзья скинулись на билет, и Гамсун отплыл из Нью-Йорка. Смена климата и морской воздух сделали чудеса, и в Норвегию Гамсун прибыл практически здоровым. Осенью 1885 года в Кристиании он познакомился с редактором газеты Дагбладед Л. Хольстом. Далее, завершая процесс выздоровления, Гамсун около года провёл в небольшом городке Аурдал, где работал почтальоном. В этот период он начал писать для газет рассказы в стиле Ибсена и Золя, заметки об американской жизни и культуре.
В августе 1886 года он вновь решает отправиться в Соединённые Штаты, чтобы накопить денег, поселиться в Норвегии и заниматься литературой. Первоначальное намерение исполнять в США обязанности корреспондента одной из норвежских газет вскоре пришлось оставить. Известно, что в конце 1886 года Гамсун работал кондуктором в Чикаго, однако был уволен по причине неспособности запомнить остановки и исполнять свои обязанности. Затем он перебрался в Миннеаполис, где вновь включается в жизнь норвежской диаспоры. На торжествах в честь Дня Конституции Норвегии 17 мая 1887 года он прочитал лекцию об истоках этого праздника. В начале лета он в поисках работы переезжает в Долину Ред-Ривер, Северная Дакота. Точно не известно, на каких фермах он работал, но письма Гамсуна к Янсону этого периода полны живописных впечатлений от прерий, бесконечных полей пшеницы, посещений индейских вигвамов. Осенью 1887 года он возвращается в Миннеаполис к Янсону, который дал возможность молодому литератору выступать с лекциями о современной литературе. Впоследствии Гамсун очень низко оценивал эти свои выступления. Перед тем, как окончательно вернуться на родину летом 1888 года, Гамсун успел выступить с публичной речью против американских нравов, из которых больше всего Гамсуну были антипатичны религиозность и патриотизм. Эти идеи были затем развиты в вышедшем в 1889 году памфлете «Духовная жизнь Америки».

### Публикация
В ноябре 1888 во втором (предпоследнем) номере копенгагенского журнала «Ny Jord» («Новая земля») анонимно был напечатан отрывок из «Голода», вызвав оживлённую дискуссию о том, кто мог быть его автором. Основным кандидатом в авторы был Арне Гарборг, известный своими произведениями, описывающими быт бедных сельских студентов в Кристиании. Вскоре норвежская газета «Verdens Gang» раскрыла тайну личности автора, ошибочно указав, что он проживает в Америке. Гамсун, желавший сохранить инкогнито до окончания работы над романом, внезапно оказался знаменитым и желанным гостем в литературных салонах. Студенческая ассоциация Копенгагена пригласила его выступить с лекциями об Америке, а знаменитый критик Георг Брандес удостоил своей похвалы. Выяснилось, что это младший брат последнего, Эдвард Брандес, «открыл» новое дарование и убедил издателя «Ny Jord» опубликовать отрывок.
В результате Гамсун решает доработать свои лекции и выпустить их в виде книги, что привело к задержке публикации «Голода» и выходу полной версии романа только в 1890 году.

## Сюжет
Безымянный герой, от лица которого ведётся повествование, — нищий молодой человек, пытающийся заработать написанием статей в газеты. Денег, которые он получает за одну заметку, хватает только на несколько дней, а продавать чаще одной в неделю ему не удаётся, поскольку темы, которые он избирает, слишком сложны для массового читателя. Целыми днями он скитается по столице в поисках пропитания, шокируя окружающих своим поведением, неадекватным от недоедания. Он постепенно вынужден продать все свои вещи, однако даже получив небольшую сумму денег, необходимую ему, чтобы не умереть от голода, он может отдать её первому встречному бродяге, поразившему его своей убогостью. На улицах города он встречает странных людей и ведёт с ними странные разговоры, обсуждая странные темы, например, электрический молитвенник, изобретённый персидским министром. Он придумывает новые слова — слово «Кубоа», «имеющее огромное значение для грамматики».
Одна из мыслей, непрерывно преследующих героя, — эротическая фантазия о прекрасной, живущей в замке Илаяли, с которой он отождествляет встречающихся ему женщин. Несмотря на сложные обстоятельства герой не изменяет своим принципам — он не может писать плохие тексты и возненавидеть общество. Когда он совсем отчаивается и выхода, казалось, уже нет, он случайно попадает на пристань и нанимается юнгой на отплывающий в дальнее плаванье русский корабль.

## Композиция и замысел

### Структура и жанровая принадлежность
Обращаясь к Георгу Брандесу, Кнут Гамсун говорил, что стремился исследовать в романе «живую человеческую душу», привлёкшую его внимание чрезвычайной «впечатлительностью и подвижностью», для чего ему потребовалось принести в жертву традиции прежнего романа. По его словам, он писал «не роман, но книгу», в которой нет места банальным литературным приёмам. Там нет «каких-либо писательских выдумок: балов, свадеб, прогулок на природе и т. п.» Писатель предложил называть произведение «серией анализов» душевного состояния героя. Гамсун согласился с замечанием Брандеса, что произведение не является романом в общепринятом смысле этого слова. Сам писатель никогда не употреблял термин «роман» по отношению к «Голоду», предпочитая называть его «книга» или «статья», а каждую из его четырёх частей как «пьесу».

### Место и время действия

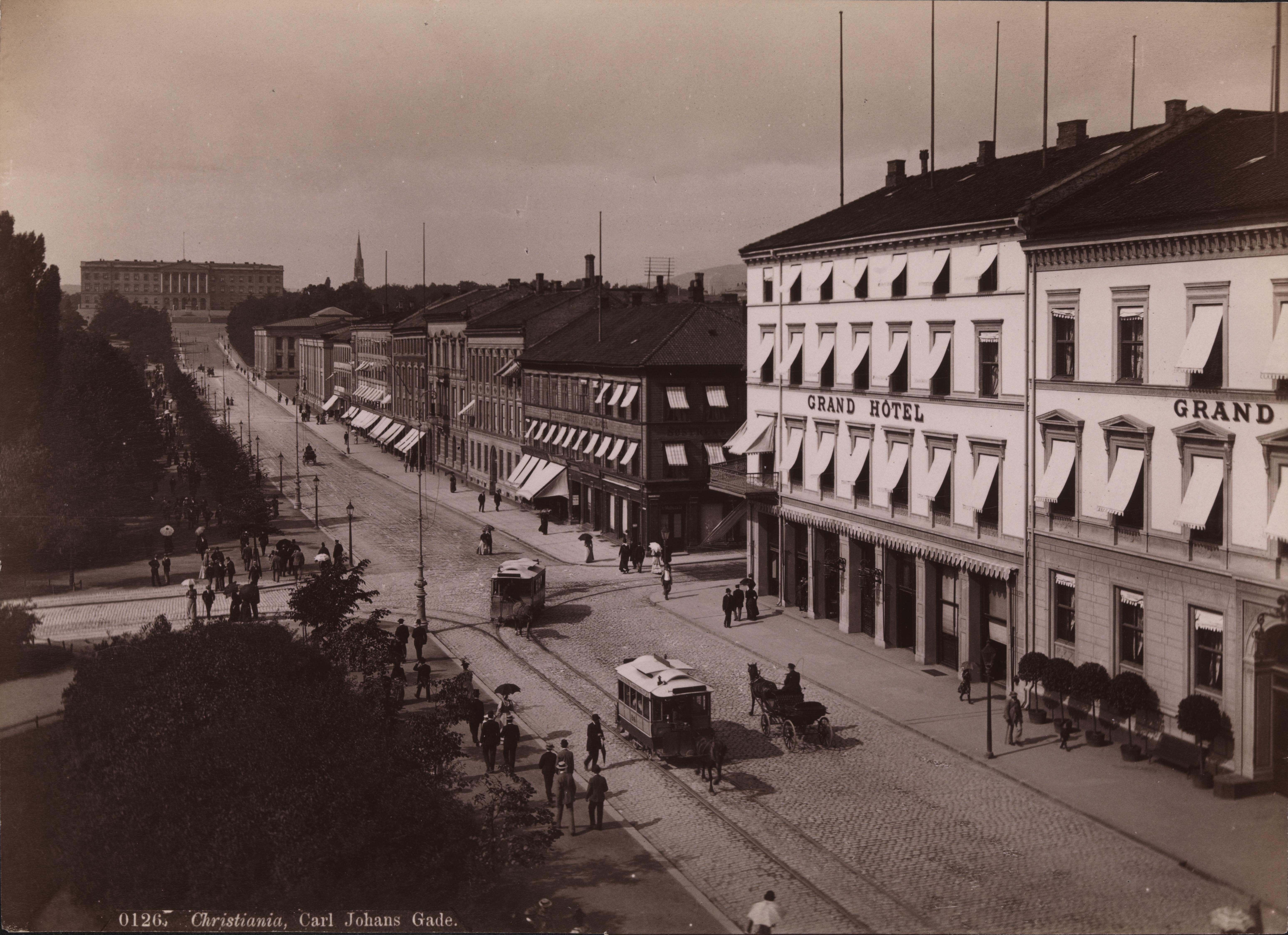
Пустынные улицы Кристиании, 1880-е годы

В первой публикации 1888 года роман начинался фразой «Это было два года назад…» Таким образом, время действия романа можно условно сопоставить с 1886 годом — годом, когда Гамсун во второй раз вынужден был покинуть родину и уехать в Америку из-за перспективы голода. В полном издании романа Гамсун отказался от подобных автобиографических отсылок. Тем не менее, изображая скорбное состояние своего главного персонажа, писатель во многом обращался к собственному опыту. В письме к одному своему американскому корреспонденту он писал так: «Всё, о чём я пишу в „Голоде“, пережито мною здесь — и ещё немало худшего». Но считать роман полностью автобиографическим нельзя, поскольку задача автора — дать обобщённый пример дегуманизации общественных отношений. И эту дегуманизацию Гамсун не пытался упрощённо объяснить её социальной обусловленностью.
После указания в первой фразе на то, что его действие происходит в Кристиании, из произведения исчезают приметы места и времени действия, что позволило биографу Гамсуна Р. Фергюсону охарактеризовать роман как жутко и волнующе вневременный. Часто также исследователями роман воспринимается как «внепространственный», поскольку приметы Кристиании как конкретного города и столицы Норвегии практически не встречаются. В письме к Э. Брандесу, написанном в процессе написания романа, Гамсун делится своим планом написать книгу не для норвежцев, а «для человеческих существ, если таковые найдутся». Несмотря на то, что в произведении иногда встречаются достаточно подробные указания топографического характера, на самом деле из них нельзя сделать разумные выводы о перемещениях по городу главного героя. По мнению американского исследователя норвежской литературы М. Сандберга, для описания города, по которому блуждает герой романа, определяющими стали американские впечатления Гамсуна. Как раз в это время, в 1880-х годах в США и Англии стали широко распространяться рекламные объявления на улицах крупных городов, тогда как в Кристиании этот процесс был только в зачаточной стадии. Работая в течение нескольких месяцев кондуктором в Чикаго Гамсун получил уникальный для своего времени опыт постоянного наблюдения бурной жизни мегаполиса. Эти впечатления, вероятно, были для Гамсуна важны не менее, чем работа над его первым романом, поскольку вернувшись в 1888 году в Копенгаген он, издав первую часть «Голода», переключился на некоторое время на написание серии очерков из американской жизни. И если Р. Фергюсон полагает, что этот перерыв был отвлечением от настоящего дела, М. Сандберг находит чрезвычайно примечательным то, что роман начинается сценой чтения героем рекламных объявлений.

### Главный герой

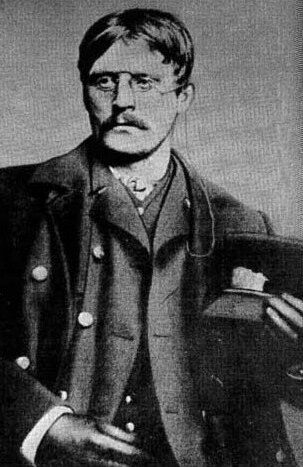
Кнут Гамсун в форме кондуктора чикагского конного трамвая

В своём романе писатель изучает внутренний мир одинокого человека, окружающий мир для которого большей частью враждебен. Традиционный сюжет отсутствует. События внешней жизни являются читателю преломлёнными сквозь сознание героя, и это сознание принадлежит человеку бесконечно сложному и противоречивому. Герой предстаёт как бы в трёх ипостасях. Многоликость его подчёркнута тем, что автор постоянно чередует настоящее и прошлое время при описании событий, происходящих в жизни главного персонажа. В заключительном варианте первая фраза «Голода» звучит так: «Это было в те дни, когда я бродил голодный по Христиании…» Рассказчик тем самым повествует о своей жизни с некоторой дистанцией: он и главный персонаж, и сторонний наблюдатель в одном лице. Но Гамсун не довольствуется такой двуплановостью. Мысли его героя заняты вопросом о том, как он выглядит со стороны. Поэтому такая многомерность показывает героя как снаружи, так и изнутри, а также тот образ, который он хочет создать перед внешним миром.
Будучи человеком слабым, уязвимым, не уверенным в себе, его герой, тем не менее, пытается играть роль благополучного человека в ущерб себе: щедро отдаёт последние деньги бедняку не из великодушия, а чтобы показаться ему богачом; он отказывается от бесплатного завтрака, будучи совершенно голодным, чтобы не разрушить тем самым у окружающих образ благополучного журналиста и т. д. Этот приём многоплановости позволил Гамсуну передать сложный и противоречивый внутренний мир главного героя. Повествование романа предельно субъективно. Можно лишь догадываться о том, что герой романа ещё молод, что в прошлом его жизнь была благополучнее, но имени молодого человека читатели так и не узнают. По косвенным упоминаниям можно догадываться о выдающемся литературном даровании героя, о его богатой творческой фантазии.
Композиция романа фрагментарна. Всё повествование разбито на четыре периода жизни, разделённые неопределёнными временными паузами. В эти периоды бедственное положение молодого человека постепенно усугубляется, доходит до пика отчаяния и завершается какой-либо промежуточной счастливой развязкой — герой получает недолгую передышку, после которой его положение постепенно вновь становится безнадёжным. Лишь в конце четвёртого эпизода герой становится более активным и принимает решение устроиться на работу, далёкую от его творческих устремлений. Ему удаётся решительным образом изменить ситуацию, но о результатах этого изменения читателю ничего не известно.
Над всеми событиями романа царит доминирующее чувство голода его главного героя, чувство постоянное и нестерпимое. Это чувство выписано автором в мельчайших деталях и с почти физиологическими подробностями. Голод героя становится психологическим мотивом его поступков, порой абсурдных, болезненных и нелогичных. Голод главного персонажа определяет обострённое восприятие окружающего мира, при этом он испытывает, не только мучительный физический голод, но и голод духовный. Его мучает чувство одиночества от того, что он не находит в окружающих сочувствия своим творческим устремлениям. Так же, как его организм, изнурённый длительным голоданием, отказывается переваривать пищу, так и его сознание не в силах установить прочный контакт с окружающими людьми, выйти из злополучной изоляции, на которую герой себя невольно обрекает, попытаться найти хоть какой-то общий язык с таинственной незнакомкой «Илаяли».
В то же время в расщеплённом сознании главного персонажа восприятие событий окружающей действительности важнее самих событий. Причины физических и душевных страданий героя как будто не имеют социальных причин. Герой «Голода» не обвиняет общество в своих страданиях, вопреки всем невзгодам и благодаря своему таланту он не ощущает себя человеком со дна общества. Наоборот, он считает себя существом высшего порядка, не нуждающимся в чьём-либо сострадании. Испытания, которые выпадают на его долю, являются по сути инициацией, они погружают молодого человека «в радостное безумие голода», вызывая в нём «какие-то странные, небывалые ощущения» и «самые изощрённые мысли». Благодаря голоду герой существует в призрачном мире, утратившем свои привычные очертания. Его настроения колеблются от состояния дискомфорта и отчаяния до экстатического переживания полноты жизни. Его богатое воображение причудливо преломляет даже унылые будни в экзотическую фантазию.

## Влияние и критика

### Первые оценки
Произведение было с восторгом встречено читателями и критикой. Датская газета «Дагбладет» сообщала: 
Новая личность и новый литературный стиль! Нервный, беспокойный темперамент и виртуоз языка! Таковы впечатления, которые «Голод» создаёт о своём авторе. Он наметил себе смелую цель. Избегая привычных литературных дорог, он пошёл по самым крутым тропам, по тем, которыми идут великие русские и французы, чтобы достичь вершин психологического изображения. Но он не топчется по их следам. Он идёт своим собственным путём.
Литературовед И. П. Куприянова считает упоминание великих русских в контексте психологизма Гамсуна не случайным. В подавляющем числе исследований о Гамсуне неизбежно возникают параллели Гамсуна и Ф. М. Достоевского, при этом и сам Гамсун называл автора «Преступления и наказания» в числе тех, кто оказал на него творческое влияние. Но при этом Гамсун подчёркивал, что познакомился с творчеством русского романиста лишь после завершения работы над «Голодом». «Если не по способностям, то по духу я в чём-то, наверно, был близок к нему», — писал Гамсун позднее.
Датский журналист и критик Э. Скрам писал: «Литературные достоинства этой книги позволяют сравнить её лишь с лучшими образцами современной европейской литературы… имя Гамсуна отныне будет внесено в список первых писателей», а другой влиятельный норвежский критик в 1895 году писал, что это произведение «заложило основу новой скандинавской литературы». Йоханнес Йоргенсен назвал роман «эпосом в прозе, Одиссеей голодающего», потому что «этому произведению слишком тесно в рамках эстетических постулатов, разработанных до сего времени».
Как и другие произведения Гамсуна, «Голод» произвёл сильное впечатление в России. По словам А. И. Куприна, роман представляет собой «потрясающую, кошмарную историю человека, выброшенного обстоятельствами за борт благополучного существования».

### «Голод» и модернизм
Хотя традиционно к модернизму относят прозаиков, творивших несколько позднее (первая проза направления Модернизм относится к началу 1900-х), распространена точка зрения, что в своих ранних произведениях Гамсун стоял на модернистских позициях. Впервые этот тезис был обоснован в 1956 году в статье Дж. МакФарлена «The Whisper of the Blood: A Study of Knut Hamsun’s Early Novels». По мнению МакФарлена, после «Голода» (1890), «Мистерий» (1892), «Пана» (1894) и, в меньшей степени, «Виктории» (1898) Гамсун отошёл от модернизма к более традиционному реализму. В настоящее время этот тезис является общепризнанным. Так, по мнению И. Башевис-Зингера, «вся современная школа литературы XX века происходит от Гамсуна», а составители известной антологии «Modernism, 1890—1930» М. Брэдбери и Дж. МакФарлен первой поместили статью о произведениях Гамсуна.
Повествовательная манера «Голода» предвосхитила технику потока сознания, разработанную впоследствии Джеймсом Джойсом в романе «Улисс». Критики неоднократно сближали героя «Голода» с персонажами Франца Кафки, Альбера Камю и Жана-Поля Сартра с той разницей, что герой Гамсуна не склоняется перед судьбой, надеется так или иначе вырваться из оков отчуждения, он неоднократно говорит о себе, что «хотел бы умереть стоя».
В «Декларации заумного языка» поэта-футуриста Алексея Кручёных, введшего в поэзию «заумь», содержатся явные отсылки к этому роману Гамсуна — упомянутые выше имя Илаяли и слово «Кубоа».

## Переводы и экранизации
В 1890 году роман был переведён на немецкий, а в 1892 году на русский язык. Впоследствии роман перевёл на русский язык поэт-символист Юргис Балтрушайтис. Первый английский перевод, выполненный Дж. Эгертон появился с купюрами только в 1899 году. Перевод Р. Блая (1967) также не являлся в достаточной степени точным, и в 1996 году появился перевод С. Лингстадта. Выход нового перевода дал повод шотландскому писателю Д. МакЛину сравнить в предисловии «Голод» с романом Ирвина Уэлша «На игле».
К настоящему времени существует три экранизации:
- «Голод» — шведская экранизация романа Гамсуна 1966 года. Режиссёр Хеннинг Карлсен, в главной роли — Пер Оскарссон.
- «Голод»[англ.] — американская версия 2001 года. Режиссёр Мария Гизе[англ.], в главных ролях Джозеф Калп[англ.] и Роберт Калп[23].
- Мальчик, который ел птичий корм[фр.] — вольная адаптация 2012 года греческого режиссёра Эктораса Лигизоса (Ektoras Lygizos)[24][25].

### Издания
- Гамсун, Кнут. Полное собрание сочинений: [в 12 т.] / Пер. с норв. Ю.К. Балтрушайтиса, З.Я. Острогорской, О. Дымова. — «Голод»; «Сумасброд»; «У врат царства»: пьеса в 4 д.; «Игра жизни»: пьеса в 4 д.; «Вечерняя заря»: эпилог; «Царица Тамара»: драма в 3 д.. — СПб.: Изд. Товарищества А.Ф. Маркс, 1910. — Т. 2. — 484, [1] с. — (Прил. к журн. «Нива» за 1910 г.).

### Исследования
на английском языке
- Brynhildsvoll K. Between Early Literary Modernism and Contemporary Postmodernism: Jan Kjaerstad rewrites Knut Hamsun's Novel Hunger 100 Years Later // China Academic Journal. — 2005. — № 3. — С. 54—60.
- Flanagan J. T. Knut Hamsun's Early Years in the Northwest // Minnesota History. — Minnesota Historical Society Press, 1939. — Т. 20, № 4. — С. 397—412. — JSTOR 20162355.
- Humpal M. The Roots of Modernist Narrative: Knut Hamsun's novels. — Oslo: Solum Forlag, 1998. — 162 p. — ISBN 82-560-1178-5.
- Kittang A. Knut Hamsun's posthumous reputation (англ.). Дата обращения: 12 июля 2014. Архивировано из оригинала 14 июля 2014 года.
- Kittang A. Knut Hamsun's Sult: Psychological Deep Structures and Metapoetic Plot // Garton J. Facets of European Modernism. — Norwich, 1985. — С. 295—308.
- Lyngstad S. Knut Hamsun, novelist: a critical assessment. — Peter Lang, 2005. — 394 p. — ISBN 0-8204-7433-9.
- McFarlane J. W. The Whisper of the Blood: A Study of Knut Hamsun's Early Novels // PMLA. — 1956. — Т. 71, № 4. — С. 563—594. — JSTOR 460632.
- Rossi R. The Everyday in Nordic Modernism: Knut Hamsun's "Sult" and Maria Jotuni's "Arkielämää" // Scandinavian Studies. — University of Illinois Press, 2010. — Т. 82, № 4. — С. 417—438. — JSTOR 25769043.
- Sandberg M. Writing on the Wall: The Language of Advertising in Knut Hamsun's "Sult" // Scandinavian Studies. — University of Illinois Press, 1999. — Т. 71, № 3. — С. 265—296. — JSTOR 40920148.
- Sollars M., Jennings A. L. The Facts on File companion to the world novel: 1900 to the present. — Infobase Publishing, 2008. — 948 p. — ISBN 978-0-8160-6233-1.

на русском языке
- Куприянова И.П.  // Гамсун К. Избранное. Предисловие к изданию. — Л.: Лениздат, 1991. — С. 3—18. — ISBN 5-289-00946-9.
- Блюмфельд Л. Гамсун // Литературная энциклопедия. — Т. 2.
- Будур Н. Гамсун. Мистерия жизни. — 2008. — ISBN 5-235-03078-8.
- Будур Н. Гамсун, «заумь» и Крученых. Norge.ru. Дата обращения: 21 декабря 2011. Архивировано 7 октября 2012 года.
- Е.А. Леонова. Литературы скандинавских стран (Конец XIX - начало XX века) (1997) // Ковалёва Т.В. и др. История зарубежной литературы (Вторая половина XIX - начало XX века). — Минск: Завигар, 1997. — С. 130—165.
- Сергеев А. О Гамсуне // Гамсун К. Избранные произведения. — М., 1992. — ISBN 5-85220-166-9.